# Eustreptospondylinae
De Eustreptospondylinae zijn een groep dinosauriërs behorende tot de Spinosauroidea.
De onderfamilie Eustreptospondylinae werd in 1988 door Gregory S. Paul benoemd om Eustreptospondylus een plaats te geven.
De klade werd voor het eerst in 2004 gedefinieerd door Thomas Holtz als de groep bestaan de uit Eustreptospondylus oxoniensis en alle soorten nauwer verwant aan Eustreptospondylus dan aan Megalosaurus bucklandi. Een tweede definitie kwam van Paul Sereno in 2005: de groep bestaande uit
Eustreptopspondylus oxoniensis Walker 1964, en alle soorten nauwer verwant aan Eustreptopspondylus oxoniensis dan aan Torvosaurus tanneri Galton and Jensen 1979, Spinosaurus aegyptiacus Stromer 1915 of Allosaurus fragilis Marsh 1877. Deze definitie brengt tot uiting dat Sereno Megalosaurus veel te slecht bekend acht om te gebruiken voor kladistische verankering.
Welke soorten verder tot de groep behoren is nog niet heel duidelijk; Afrovenator is een kandidaat en ook Poikilopleuron.